# Terre de Sannikov

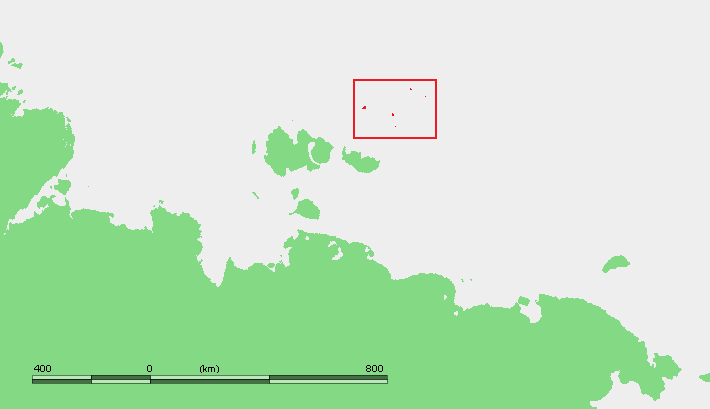
Emplacement des îles De Long, au-delà desquelles on situait la « Terre Sannikov ».

La Terre de Sannikov (russe : Земля Санникова) est une île fantôme de l’océan Arctique. Cette terre imaginaire fut l'un des mythes de la colonisation dans la Russie du XIXe siècle.

## Origine d'une rumeur

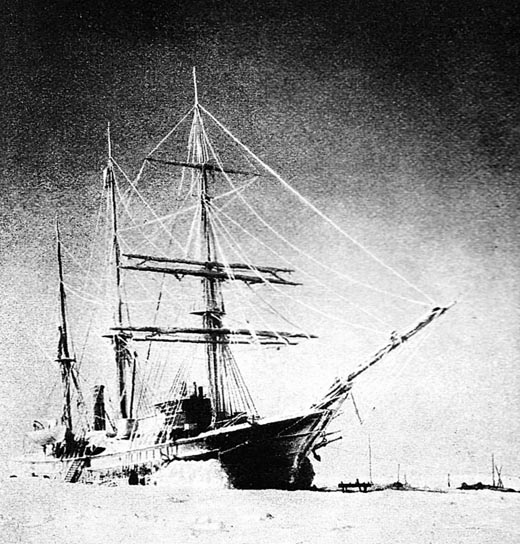
Le schooner Zaria (Заря, « Aube ») en 1910. Ce navire norvégien avait été racheté en 1899 par l'Académie des sciences de Russie et équipé pour les expéditions polaires. Remorqué en 1910, il resta désormais ancré dans l'estuaire de la Léna.

Deux marchands, Yakov Sannikov et Matthias von Hedenström, prétendirent en 1811 avoir vu cette terre au cours de l'expédition cartographique qu'ils avaient effectuée dans les îles de Nouvelle-Sibérie en 1809-1810. Yakov Sannikov fut ainsi le premier à mentionner l'existence d'une nouvelle terre au nord de l’île Kotelny, et c'est pourquoi on parla dès lors de la « Terre de Sannikov ».
En 1886, un explorateur balte au service de la couronne, Edouard Toll, signala qu'il avait entrevu une terre au milieu des flots lors d'une expédition dans les îles de Nouvelle-Sibérie. En août 1901, au cours d'une nouvelle expédition de Toll, dite Expédition polaire russe, le schooner Zarya s'enfonça dans la mer des Laptev en quête de la légendaire Terre de Sannikov (Zemlya Sannikova) mais vit bientôt sa route barrée par la banquise autour des îles de Nouvelle-Sibérie. Au cours de 1902, on poursuivit les recherches au-delà des îles De Long, lorsque la Zarya fut piégée par le verglaçage. Le baron Édouard Toll, Friedrich Seeberg et leurs deux compagnons, abandonnant le navire en novembre 1902, disparurent sans laisser de trace alors qu'ils tentaient de s'éloigner de l’île Bennett en se réfugiant sur des icebergs isolés dérivant vers le sud.
Après d'intenses recherches, on parvint dans la première moitié du XXe siècle à la conclusion que la Terre de Sannikov n'existait pas.
Certains historiens et géographes, se fondant sur d'authentiques découvertes de Sannikov et sur la présence de lagunes et de hauts-fonds dans l'océan glacial à l'endroit indiqué, estiment que la Terre de Sannikov a effectivement existé, mais qu'elle a disparu du fait de l’érosion côtière et, comme d'autres îles de la mer des Laptev, s'est réduite à une dune sous-marine, formée soit de glace fossilisée, soit de pergélisol. Le processus de disparition des îles arctiques a été observé dans l’archipel des îles de Nouvelle-Sibérie,. D’autres chercheurs supposent que la Terre de Sannikov a pu n'être qu'un mirage de l’île Bennett, comme il s'en voit beaucoup dans la région arctique. Enfin, d'autres chercheurs ne voient dans la Terre de Sannikov qu'une forme de pseudohistoire.
La légende de la Terre de Sannikov a pu inspirer la série de jeux d'aventure Syberia. Le roman de Vladimir Obroutchev, quant à lui, fut une grande inspiration pour Benoit Sokal (peuple des Yupiks, mammouths,...)[réf. nécessaire]

## Dans la littérature
Le géologue et écrivain de science-fiction russe Vladimir Obroutchev fit de cette île fantôme le thème de son roman La Terre Sannikov (1926). L’île y est décrite comme l'ultime refuge d'une tribu d’Onkilons (ancienne dénomination des Yupik de Sibérie), chassée du continent par d'autres peuples sibériens. Les chasseurs Onkilon, que l'on croyait disparus, sont redécouverts par une expédition d'aventuriers qui finissent par s’échouer sur l’île.
Obrouchev, inspiré par Le Monde perdu d’Arthur Conan Doyle, propose dans son roman une justification raisonnable des phénomènes décrits. L’île se révèle être le cratère d'un volcan ce qui explique son climat tempéré, dû à la chaleur du volcan. Elle abrite aussi une tribu de néandertaliens (appelés « Vampoo ») et des mammouths. À la fin du roman, une éruption détruit l’île.
En 1973, un film de science-fiction appelé La Terre de Sannikov a été produit en Union soviétique.
En France une traduction du livre de Vladimir Obroutchev, réalisée par Madeleine Gilard et Marie Calschi, sous le titre La Terre de Sannikov, paraît en 1957 aux Éditions La Farandole, dans leur collection « prélude » (roman pour les jeunes « au-dessus de 14 ans »). Fort de 310 pages, les illustrations de A. Orloff sont reprises du livre russe « Ziemla Sannikova » est-il précisé. Le copyright est à l'Agence littéraire et artistique parisienne (ALAP), qui gère les droits des auteurs soviétiques.